# Geršon Sirota
Geršon Sirota (Гершон-Ицхок Лейбович Сирота; snad 1874, Hajsyn – 1943, Varšava) byl slavný polský chazan, vokalista, tenor, a jeden z nejznámějších synagogálních zpěváků své doby v tehdejší Evropě. V letech 1908-1927 působil jako vrchní kantor varšavské Velké synagogy.
Narodil se r. 1874 na ukrajinském Podolí do ortodoxní židovské rodiny, o jeho mládí se mnoho neví. Jako kantor začal působit v Oděse. Od r. 1896 začal zpívat ve Velké synagogoze ve Vilně. Vystupoval na mnohých scénách jak v tehdejším Polsku, tak i jinde po Evropě. Jako hlavní účinkující zpíval v roce 1902 na recepci na počest Theodora Herzla, zakladatele sionistického hnutí. Definitivně slavným se stal během svého turné v zámoří r. 1912, kde mu aplaudovaly davy ve vyprodané Carnegie Hall.
Jako jeden z prvních kantorů si svoji hudbu nahrával na vinylové desky.
Zahynul během Povstání ve varšavském ghettu v r. 1943.